# Средство просмотра XPS
Средство просмотра XPS - компонент, включённый в состав семейства Windows NT, предназначенный для просмотра XPS-Документов

## История
История этой программы начинается с момента выпуска новой операционной системы: Windows Vista, где он и был встроен в составе. Также был введён новый вид XPS формата .oxps.

## Программы
Например, программа Microsoft Word может сохранять документы в формате XPS. Также некоторые программы (Такие как: Notepad++ и другие) могут создавать такие файлы с помощью разметки кода на базе XML. Любые текстовые редакторы могут сохранять и открывать файлы именно этого формата.